# Srdeční štít (heraldika)

Štít s jedním srdečním štítkem: zlato-červený rodový erb
Lichtenštejnů v knížecím erbu Lichtenštejnského knížectví

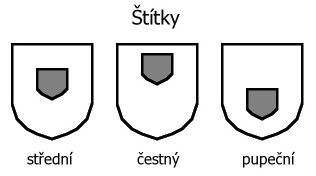
Štítky-heraldické figury

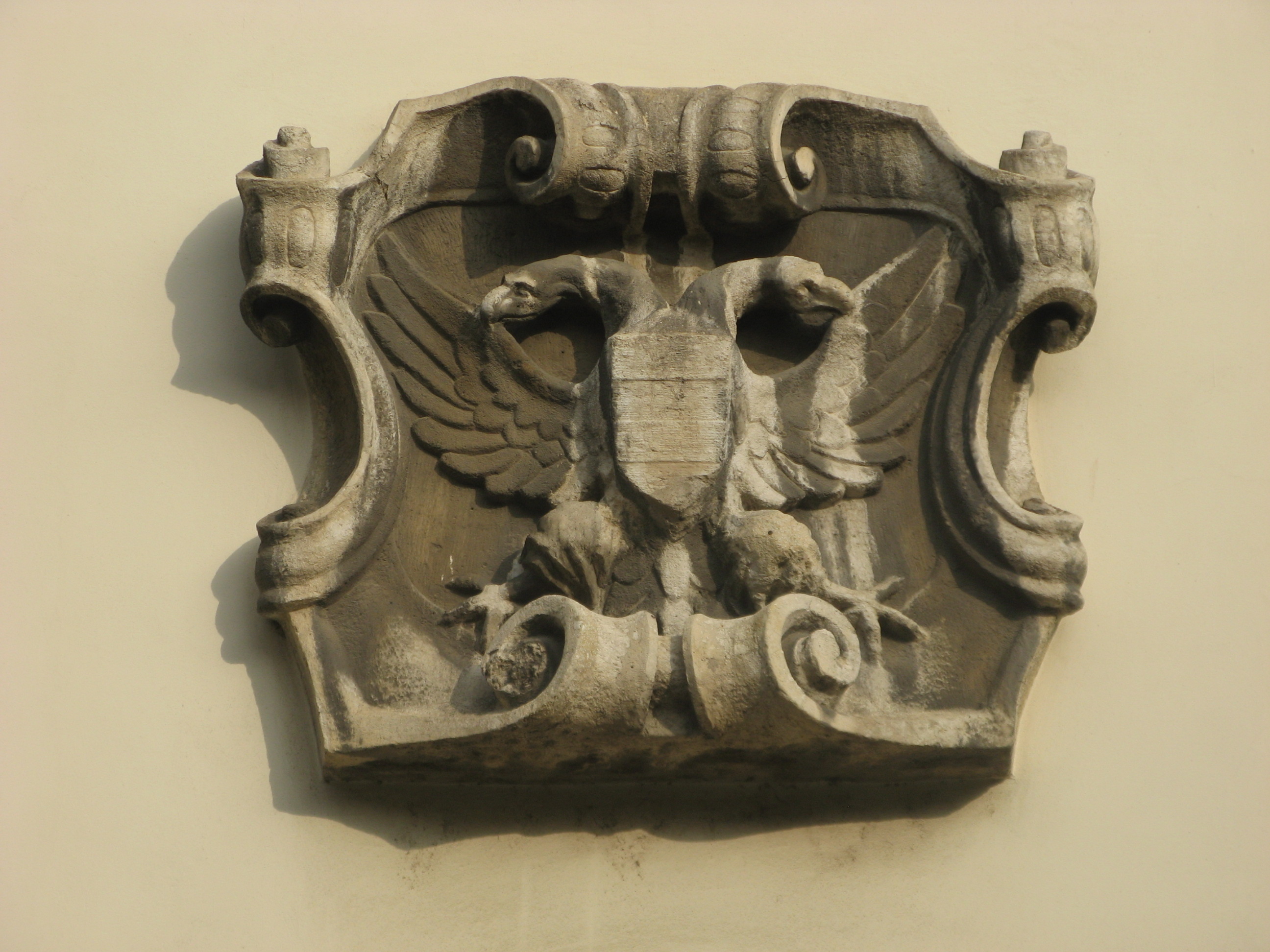
Znak města Brna se středním /náprsním štítem ze 17. století

Štít s větším počtem srdečních štítků: Ludvík Josef Karel Amable d'Albert (1748-1807) z francouzského knížecího rodu de Chevreuse

Srdeční štít či srdeční štítek, (německy Herzschild) v heraldice  patří na štítu k obecným heraldickým (heroltským) figurám. Představuje menší štít usazený uvnitř štítu. 

## Jeden srdeční štít
Může být usazen trojím způsobem: 
- Srdeční štít, srdeční štítek či střední štítek[1] je přesně uprostřed čtvrceného, či vícenásobně děleného pole nebo středového štítu.
- Čestný štítek je na svislé ose neděleného štítu v jeho horní třetině.[2]
- Pupeční štítek (německy Nabelschild, francouzsky Nombril) je na svislé ose štítu v jeho dolní třetině.[3]

Často tento štít obsahuje původní rodový erb nebo iniciály panovníka.
- Náprsní štít nebo náprsní štítek je druh srdečního štítu, umístěný na prsou heraldické figury v podobě zvířete (rozkřídlený orel, rozkřídlená orlice, stojící či jdoucí lev).

## Větší počet srdečních štítů/štítků
- Trojice štítků je na štítu uspořádána v pořadí 2 nahoře a 1 dole. Tento znak slouží v cechovní heraldice zpravidla cechu malířů.
- Dvojice srdečních štítků je na štítu uspořádána buď vedle sebe (například v polceném erbovním štítu španělské princezny a pozdější královny Sofie de Grèce), pod sebou nebo na sobě - v takovém případě je spodní štít větší než štítek vrchní- (například ve znaku valonského města Écaussinnes v Belgii).
- Větší počet štítků je na štítu uspořádán opět podle osové a středové symetrie. Vyskytuje se ve francouzské rodové heraldice u rozvětvených šlechtických rodů.